# Pidariya
Pidariya – gaun wikas samiti w środkowej części Nepalu  w strefie Dźanakpur w dystrykcie Sarlahi. Według nepalskiego spisu powszechnego z 2001 roku liczył on 778 gospodarstw domowych i 4335 mieszkańców (2090 kobiet i 2245 mężczyzn).